# 더티 댄싱
더티 댄싱(Dirty Dancing)는 1987년 개봉한 미국의 로맨스, 댄스 드라마 영화이다.

## 줄거리
1963년 여름, 십대인 프랜시스 "베이비" 하우스먼은 심장병 전문의 아버지 제이크, 어머니 마지, 그리고 언니 리사와 함께 제이크의 빈정거리는 가장 친한 친구 맥스가 소유한 보르시 벨트에 있는 고급 캐츠킬 리조트 켈러먼에서 휴가를 보낸다.
어느 날 밤, 베이비는 맥스가 모든 아이비 리그 학생인 웨이터들에게 아무리 매력적이지 않더라도 손님들의 딸들과 연애하라고 지시하는 것을 몰래 목격한다. 맥스는 또한 댄스 강사 중 한 명인 조니 캐슬을 포함한 노동계급 오락 직원들을 비하한다.
베이비는 조니에게 끌리고, 그의 친절한 사촌 빌리가 리조트 직원들을 위한 비밀 "더티 댄싱" 파티에서 그들을 소개한 후 조니와 짧게 춤을 춘다. 그 동안 맥스의 손자 닐은 베이비에게 추파를 던진다.
베이비는 조니의 댄스 파트너 페니가 예일 의과대학에 다니는 웨이터이자 바람둥이 로비의 아기를 임신했으며, 이제 로비가 리사에게 눈독을 들이고 있다는 것을 알게 된다. 로비가 페니를 돕기를 거부하자, 베이비는 아버지에게 이유를 설명하지 않고 돈을 빌려 페니의 낙태 비용을 지불한다.
처음에 페니는 낙태 비용을 받기를 거부하는데, 그 이유는 그렇게 하면 그녀와 조니가 근처 리조트에서의 공연을 놓쳐 시즌 급여를 잃게 되기 때문이다. 하지만 베이비는 페니를 대신하겠다고 자원한다. 조니와의 댄스 연습 시간 동안, 그들은 서로에게 매력을 느끼게 되고, 결정적인 리프트를 성공시키지 못했음에도 불구하고, 조니와 베이비의 공연은 성공적이다.
켈러먼으로 돌아온 페니는 불법 낙태로 인해 심하게 다쳤고, 베이비는 아버지를 불러 페니를 안정시키도록 돕는다. 베이비의 속임수에 화가 나고, 조니가 페니를 임신시켰다고 가정하며, 하우스먼 박사는 베이비에게 그들에게서 떨어져 있으라고 명령한다.
베이비는 아버지의 행동에 대해 조니에게 사과하기 위해 몰래 빠져나가지만, 조니는 자신의 낮은 지위 때문에 그럴 만하다고 생각한다. 베이비는 그의 가치를 다시 확인시켜주며 사랑을 고백한다. 그들은 몰래 만나기 시작하고, 아버지는 그녀와 이야기하기를 거부한다.
조니는 간통한 비비안 프레스먼의 부적절한 제안을 거부하고, 비비안은 대신 로비와 잠자리를 함께 하여, 리사가 그에게 순결을 잃으려던 계획을 무심코 망친다. 비비안은 베이비가 조니의 오두막에서 나오는 것을 보자, 무시당했다고 느끼고 남편의 지갑을 훔쳤다고 주장하며 조니에게 복수하려 한다.
맥스는 조니를 해고하려 하지만, 베이비는 절도 사건이 발생한 날 밤 그와 함께 있었다고 폭로하며 그의 알리바이를 지지한다. 진짜 도둑들인 시드니와 실비아 슈마허가 붙잡히지만, 조니는 베이비와 어울렸다는 이유로 여전히 해고된다.
떠나기 전, 조니는 하우스먼 박사와 이야기하려 하지만, 베이비에게 접근하려고만 한다고 비난받는다. 그녀는 나중에 아버지에게 거짓말한 것에 대해 사과하지만, 조니와의 로맨스에 대해서는 사과하지 않고, 그를 계급주의자라고 비난한다.
시즌 말 재능 쇼에서 하우스먼 박사는 로비에게 의과대학 추천서를 준다. 그러나 로비가 페니를 임신시켰다고 인정하고 그녀와 베이비를 모욕하자, 하우스먼 박사는 화가 나서 추천서를 다시 가져간다.
조니가 도착하여 베이비를 무대 위로 데려와 그녀가 자신을 더 나은 사람으로 만들었다고 선언하며 마지막 노래를 방해하고, 그들은 여름 내내 연습했던 춤을 추며 성공적인 결정적인 리프트로 마무리한다. 하우스먼 박사는 조니에 대해 자신이 틀렸음을 인정하고 베이비와 화해하며, 모든 직원과 손님들은 베이비와 조니가 "(I've Had) The Time of My Life"에 맞춰 춤추는 데 합류한다.

## 캐스팅
- 패트릭 스웨이지 - 쟈니
- 제니퍼 그레이 - 베이비
- 제리 오바치 - 아버지
- 켈리 비솝 - 어머니
- 잭 웨스턴 - 맥스
- 신시아 로즈 - 페니
- 제인 브룩커 - 리사

## 한국판 성우진(SBS) (1997년 9월 12일)
- 엄주환 - 쟈니(패트릭 스웨이지)
- 최덕희 - 베이비(제니퍼 그레이)
- 김규식 - 아버지(제리 오바치)
- 정희선 - 어머니(켈리 비솝)
- 박상일 - 맥스(잭 웨스턴)
- 이현선 - 페니(신시아 로즈)
- 이선 - 리사(제인 브룩커)
- 김영훈 - 빌리(닐 존스)
- 김민석 - 닐(론니 프라이스)
- 이주원 - 라비(맥스 캔터)
- 강미형 - 비비안(마란다 개리슨)
- 유영환 - 스탠(웨인 나이트)
- 신흥철 - 초대 손님(조나단 리드)